# Partido de la Convergencia Democrática (Cabo Verde)
El Partido Convergencia Democrática (en portugués: Partido da Convergência Democrática) fue un partido político caboverdiano de tendencia centrista que existió entre 1994 y 2006. Se formó como una escisión del Movimiento para la Democracia (MpD), y obtuvo un solo escaño en la Asamblea Nacional en las elecciones parlamentarias de 1995.
En las siguientes elecciones parlamentarias, se unió a la Alianza Democrática para el Cambio (ADM), obteniendo dos escaños. En las elecciones presidenciales, un mes más tarde, el candidato de la ADM, Jorge Carlos Fonseca terminó tercero de los cuatro candidatos con el 3% de los votos, quedando fuera de la segunda vuelta. En 2006 no participó en las elecciones parlamentarias y se disolvió, volviendo a integrarse en el MpD.